# 차니 샨도르

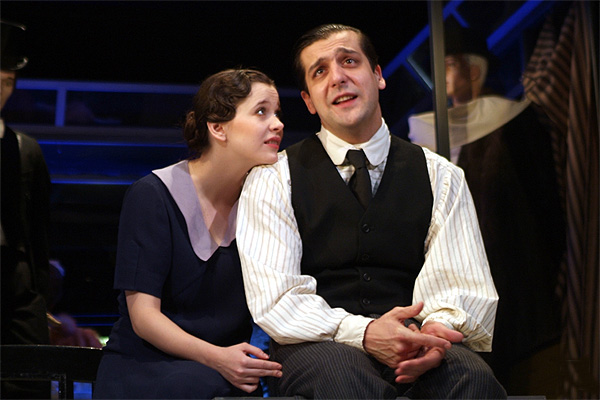

차니 샨도르(헝가리어: Csányi Sándor, 1975년 12월 19일 ~ )는 헝가리의 배우이다. 부다페스트에서 태어났다.

## 영화
- 이터널 윈터 여자 포로수용소 (2018년)
- 칼란드 (2011년)
- 나도 아내가 많았으면 좋겠다 (2009년) - 안드라스 역
- 카멜레온 (2008년)
- 영광의 아이들 (2006년)
- 낫싱 엘스 (2005년)
- 도자기 인형 (2005년)
- 스톱 맘 테레사! (2004년)
- 매장되지 않은 남자 (2004년)
- 콘트롤 (2003년) - 벌추 역